# Helge Virkkunen
Helge Erik Virkkunen (Snellman fram till 1906), född 28 november 1894 i Uleåborg, död 2 september 1981, var en finländsk operasångare.
Virkkunen blev student 1915, filosofie kandidat 1920 och filosofie magister 1923. Han gjorde karriär inom S-gruppen, blev där ständig styrelseledamot 1949 och var styrelseledamot av HOK-Elanto sedan 1922.
Som sångare gav han konserter i Finland och utomlands och anställdes 1952 vid Nationaloperan. Virkkunen var en av 15 medlemmar av Ylioppilaskunnan Laulajat som i slutet av 1937 medföljde på körens Amerikaturné. Bland de övriga sångarna fanns ytterligare två kända grammofonartister; kamreren för Rundradion, R.R. Ryynänen och den tidigare solisten för Dallapé, Viljo Lehtinen, mer känd som Veli Lehto.
1929 gjorde Virkkunen fyra skivinspelningar för Homocord ackompanjerad av bolagets studioorkester i Helsingfors, och medverkade 1938 vid en inspelning ihop med Ylioppilaskunnan Laulajat med Martti Turunen som dirigent.